# روبرت دنكان ماكنيل
روبرت دنكان ماكنيل (بالإنجليزية: Robert Duncan McNeill)‏ هو منتج أفلام ومخرج وممثل أمريكي، ولد في 9 نوفمبر 1964 برالي في الولايات المتحدة.

## أعمال

### أفلام
- (1987) سادة الكون[6]

### مسلسلات
- أورفيل
- تشاك
- فوياجر
- في

## وصلات خارجية
- روبرت دنكان ماكنيل على موقع IMDb (الإنجليزية)
- روبرت دنكان ماكنيل على موقع روتن توميتوز (الإنجليزية)
- روبرت دنكان ماكنيل على موقع ألو سيني (الفرنسية)
- روبرت دنكان ماكنيل على موقع أول موفي (الإنجليزية)
- روبرت دنكان ماكنيل على موقع قاعدة بيانات برودواي على الإنترنت (الإنجليزية)
- روبرت دنكان ماكنيل على موقع قاعدة بيانات الأفلام السويدية (السويدية)
- روبرت دنكان ماكنيل على موقع إن إن دي بي (الإنجليزية)
- روبرت دنكان ماكنيل على موقع قاعدة بيانات الفيلم (الإنجليزية)
- روبرت دنكان ماكنيل على موقع كينوبويسك (الروسية)